# Eckhard Reith
Eckhard Friedrich Werner Reith (* 15. Mai 1919 in Fulda; † 3. Juni 2011) war ein deutscher Politiker. Er war vom 15. Oktober 1957 bis zum 15. Oktober 1961 für eine Wahlperiode Mitglied des Deutschen Bundestages. Er wurde über die Landesliste der Christlich Demokratischen Union Deutschlands (CDU) in Hessen gewählt.

## Leben
Reith machte 1938 an der Liebig-Oberrealschule in Darmstadt sein Abitur und studierte anschließend an den Universitäten zu Bethel und Göttingen Theologie, sowie in Leipzig, Tübingen und Frankfurt Medizin. Während des Studiums nahm er als Soldat am Zweiten Weltkrieg teil und studierte nach Kriegsende weiter. Im Jahr 1949 bestand er das Staatsexamen und im Jahr darauf wurde er im Fach Medizin promoviert. In der Folgezeit arbeitete er als Assistenz in verschiedenen Kliniken und kurze Zeit auch als wissenschaftlicher Mitarbeiter. Im Jahr 1955 eröffnete er eine Arztpraxis in Birkenau.

## Politik
Reith trat 1946, kurz nach Kriegsende, der CDU bei, für die er im Kreisvorstand des Kreises Darmstadt-Land tätig war. Er war erst im Gemeinderat in Seeheim, nach seinem Umzug im Gemeinderat in Birkenau. Bei der Bundestagswahl 1957 wurde Reith über die hessische CDU-Landesliste in den Deutschen Bundestag gewählt. Dort war er Mitglied des Ausschusses für Gesundheitsfragen und für Kriegsopfer. Außerdem noch im Ausschuss für Atomenergie und Wasserwirtschaft. Bei der Bundestagswahl 1961 konnte er sein Mandat nicht wiedererlangen und schied folglich aus dem Bundestag aus.